# Transparent
Transparent és una sèrie de televisió estatunidenca per Internet del tipus comèdia dramàtica produïda per Amazon Studios que es va estrenar el 6 de febrer de 2014. A Espanya es va estrenar en versió castellana el 10 de desembre al servei de vídeo per demanda de Movistar Series.
La història, creada i dirigida per Jill Soloway gira a l'entorn de la vida d'una família a Los Angeles després de descobrir que el pare, Mort Pfefferman, a partir d'ara Maura Pfefferman (Jeffrey Tambor) és transgènere.